# Trnové Pole
Trnové Pole település Csehországban, a Znojmói járásban. Trnové Pole Olbramovice, Jiřice u Miroslavi, Našiměřice, Suchohrdly u Miroslavi, Troskotovice, Branišovice és Vlasatice településekkel határos. Lakosainak száma 120 fő (2024. január 1.).

## Népesség
A település lakosságának változását az alábbi diagram mutatja:
| Lakosok száma | 260  | 215  | 223  | 182  | 183  | 126  | 116  | 121  | 118  | 120  |
|               | 1869 | 1900 | 1921 | 1961 | 1980 | 2011 | 2016 | 2019 | 2021 | 2024 |